# 克尔玛
克尔玛（又译作科尔玛），至少5500年前古代努比亚人克尔玛王国的首都，位于今苏丹共和国北部。克尔玛古城遗址是古代努比亚最大的遗址。考古工作者已对克尔玛进行了数十年的广泛发掘和研究，发现了包括数以千计墓葬和大量的居民区。
大约在公元前3000年，克尔玛城围绕着一座土坯神庙建立，这座神庙被称为西德夫法。作为首都和王室墓地，克尔玛遗址揭示了克尔玛王朝复杂的社会结构。

## 分期
| 分期                          | 年代                         | 对应考古分期     |
| ----------------------------- | ---------------------------- | ---------------- |
| 先克尔玛时期（Pre-Kerma）     | 约公元前3500年至公元前2500年 | 无C组文化期      |
| 克尔玛早期（Early Kerma）     | 约公元前2500年至公元前2050年 | C组文化Ia–Ib期   |
| 克尔玛中期（Early Kerma）     | 约公元前2050年至公元前1750年 | C组文化Ib–IIa期  |
| 克尔玛典型期（Classic Kerma） | 约公元前1750年至公元前1580年 | C组文化IIb–III期 |
| 克尔玛晚期（Final Kerma）     | 约公元前1580年至公元前1500年 | C组文化IIb–III期 |
| 后克尔玛期（Late Kerma）      | 约公元前1500年至公元前1100年 | 新王国时期       |

## 克尔玛及其文物

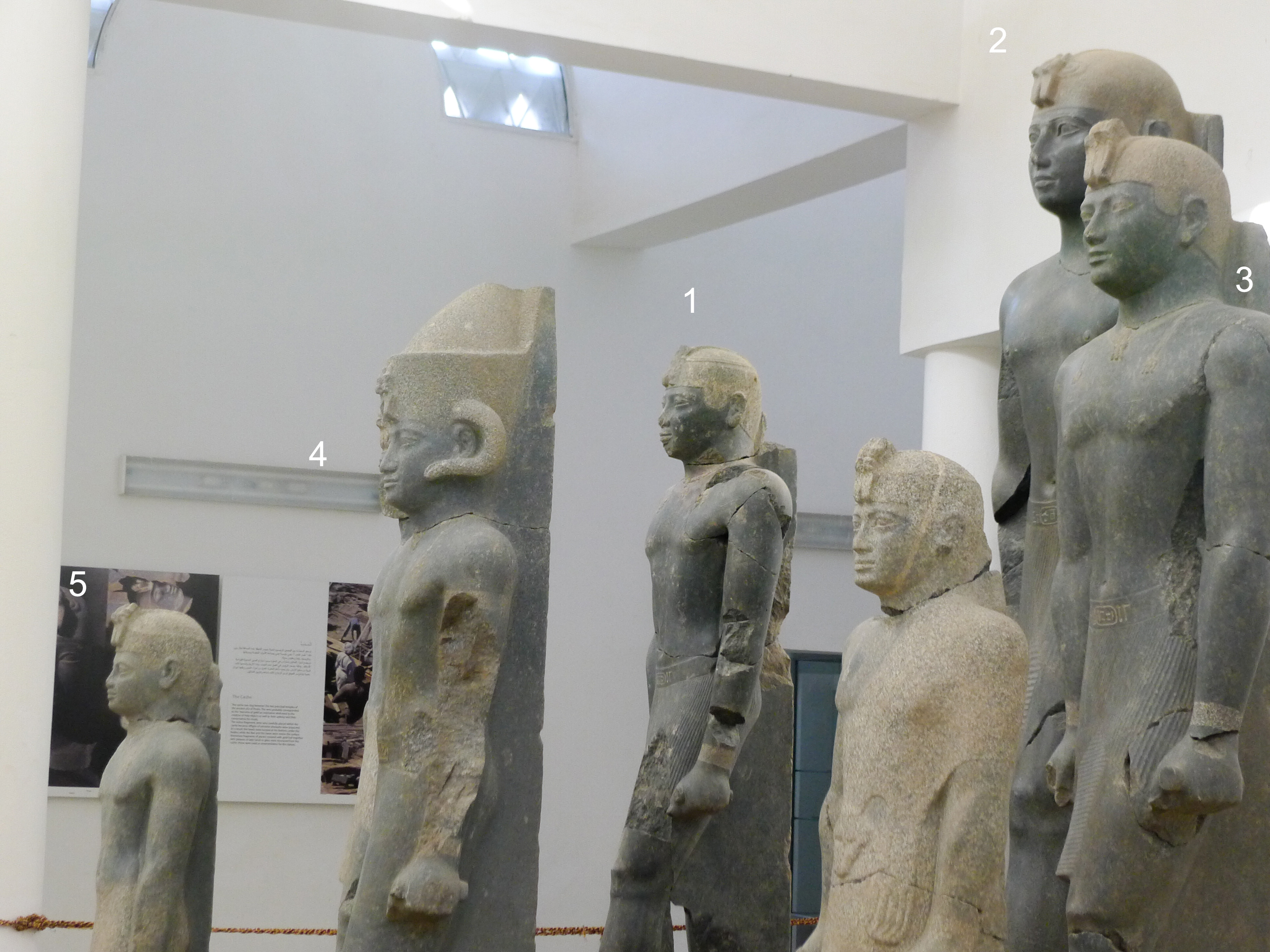
在克尔玛附近发现的埃及努比亚第二十五王朝法老雕像，陈列在克尔玛博物馆

到公元前1700年时，克尔玛至少拥有1万人口。克尔玛文物常见蓝色彩釉陶器，这在同时期的埃及文物中并不多见。

### 克尔玛墓地和王室陵墓

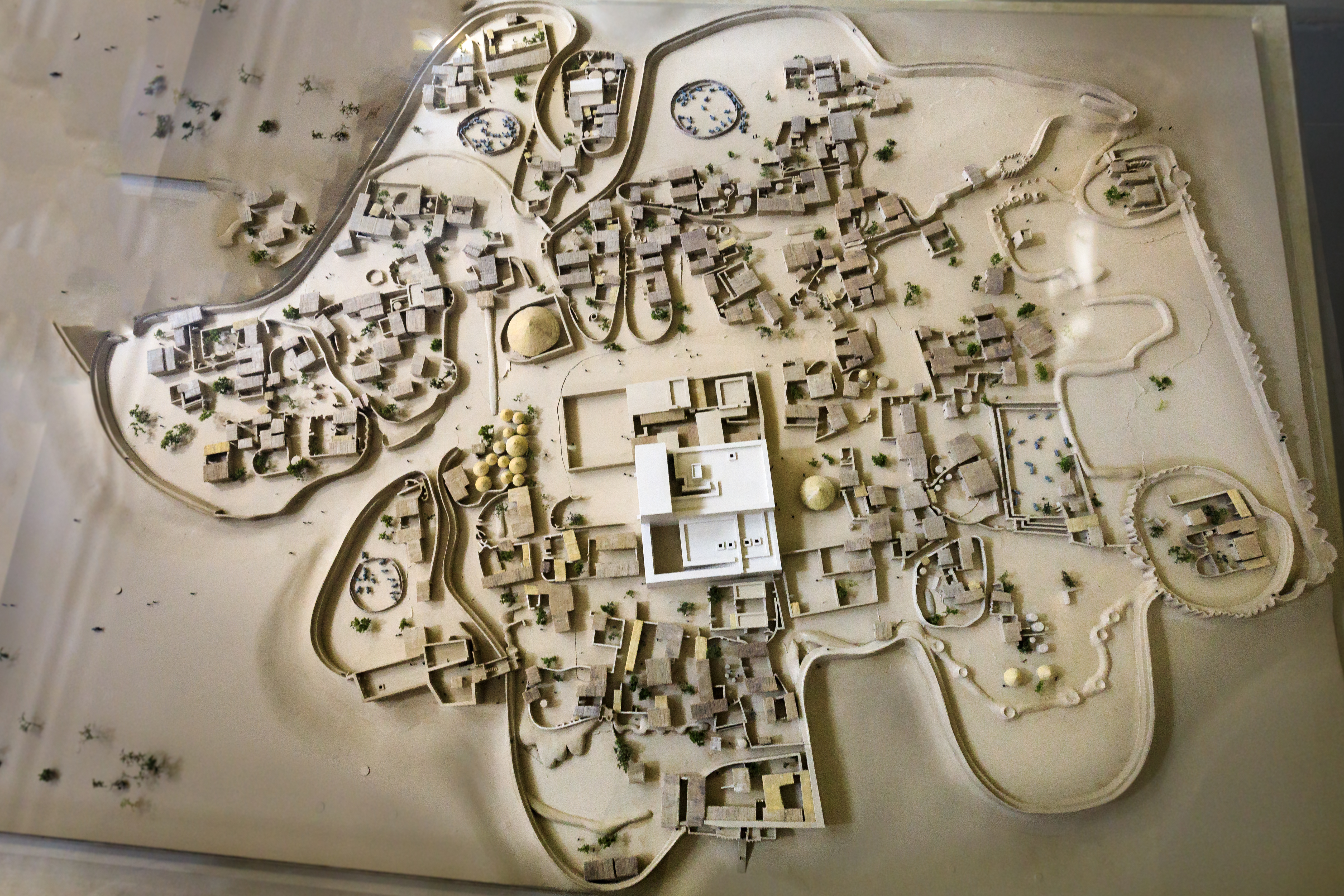
苏丹国家博物馆的约公元前2000年的克尔玛城市模型

克尔玛遗址的墓地中发掘出了3万多个墓葬。这些墓葬一般表现为小墓环绕大墓的格局，表明当时已经出现阶级分化。遗址南沿的墓葬中有四个大墓的直径超过90（300英尺），被认为是克尔玛晚期国王的陵墓，在这些陵墓中发掘出土一些带有荷鲁斯等埃及神灵的图案和艺术品。在克尔玛遗址墓葬中，通常可以发现埃及文化的影响，尤其是在陶器和随葬品上。例如，克尔玛墓葬称出土亚胡迪耶壶等埃及第二中间期的阿瓦里斯陶瓷。此外，很多克尔玛文物上圣甲虫纹则表明了其曾与古埃及进行着广泛贸易。克尔玛被毁掉后，该墓地曾被第二十五王朝和上努比亚库什王国纳帕坦王朝的君主使用，

## 考古
克尔玛的早期考古始于美国人喬治·安德魯·賴斯納进行的埃及和苏丹调查，赖斯纳受哈佛大学和波士顿美术博物馆联合委任进行考古调查。赖斯纳后来领导了这两个机构，成立所谓的“哈佛波士顿探险队”，1913年至1916年间，在克尔玛进行三次野外发掘。赖斯纳从1907年至1932年，在埃及和苏丹工作长达25年。

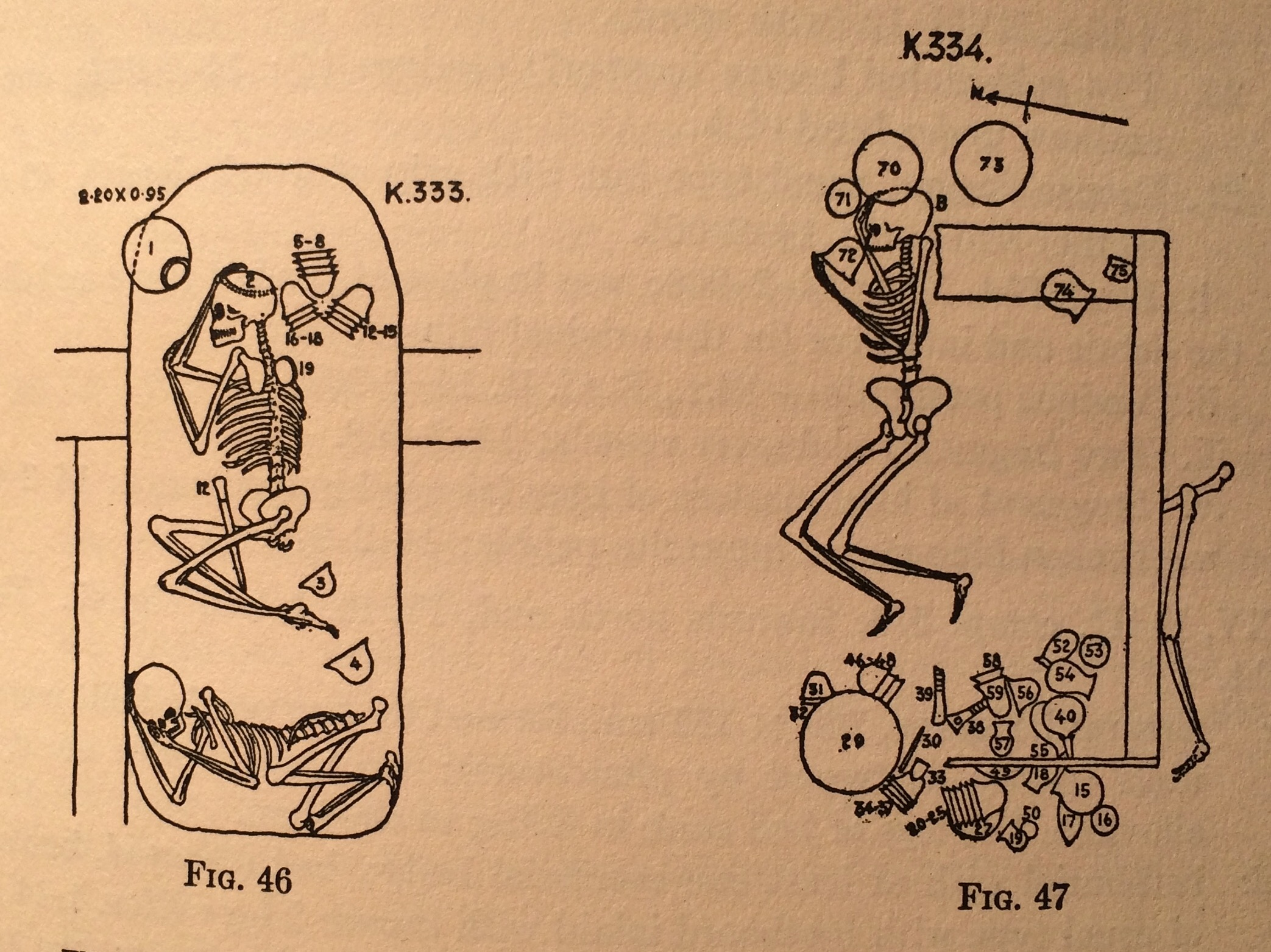
賴斯納1923年出版的《克尔玛发掘报告》（Excavations at Kerma）中的插图

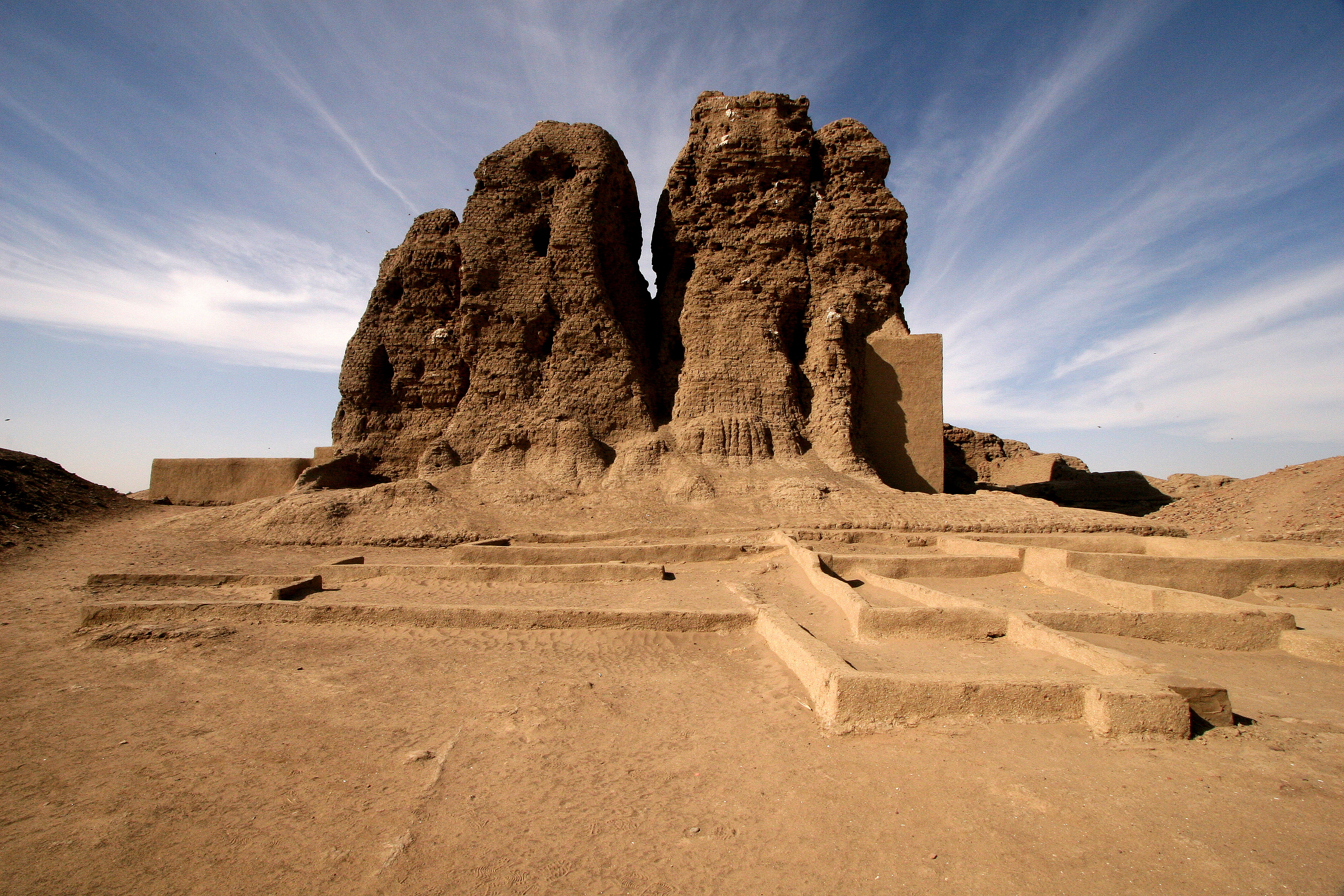
西德夫法

克尔玛是其所在地区最早发掘的遗址，赖斯纳的工作被视为该地区考古学的奠基。克尔玛文化的基本年表就是基于1913年至1916年间赖斯纳的哈佛波士顿探险队的工作创立的，它为该地区所有其他调查结果提供了支撑。由于赖斯纳精确的发掘技术，完善的发掘记录和现场报告等，使后来将他的观点进行重新解释成为可能。赖斯纳发现西德夫法底部的尺寸为52.3×26.7米，恰好为150×100埃及腕尺，结合建筑技术，他发现了西德夫法与古埃及文化的联系。赖斯纳认为西德夫法是一个堡垒，并未对围绕它的定居点进行深入发掘。东德夫法位于数千个低矮的圆形坟墓中间，墓葬群中北部、中部和南部的墓葬之间着明显的风格差异，其中南部的最为精致，赖斯纳根据自己对古埃及墓葬习俗的了解，认为大型的四边形德夫法结构并不是坟墓本身，是该区域最大的土墩墓的配套建筑。
赖斯纳曾认为克尔玛是古埃及人的卫星城，将其与下游的埃及一起纳入尼罗河沿岸古代史中。这个说法在提出后被广泛接受。而到20世纪后期，瑞士考古学家夏尔·博内和一个国际学者团队在1977年到2003年间对克尔玛遗址进行再次发掘，邦纳和他的同事们发掘了许多房屋、作坊和宫殿的地基。邦纳和日内瓦大学的发掘工作证明，克尔玛早在公元前2千年就已经是一个大型独立城市综合体，曾统治第三瀑布周边的大部分地区好几个世纪，而克尔玛可能是首都和王陵所在地。邦纳的瑞士团队在克尔玛发掘了包括古镇、贵族墓葬、宗教建筑、居民建筑、行政建筑、纳帕坦建筑、纳帕坦陶工作坊、梅罗伊墓地、防御工事，以及新石器时代的谷物坑和小屋等，邦纳他们发现克尔玛主城宗教中心的围墙内发现了一座青铜锻造厂，工匠技术相当精细，这样文物在埃及或苏丹并无相应的文物可以拿来解释。
2003年，邦纳他们在克尔玛附近发现了多尊埃及第二十五王朝的黑色花岗岩法老雕像。